# ドミニオン (戦艦)
ドミニオン (HMS Dominion) はイギリス海軍の戦艦。キング・エドワード7世級。艦名は自治領カナダ (Dominion of Canada) に由来。また、イギリス海軍でドミニオンと名づけられた唯一の艦船である。

## 艦歴
「ドミニオン」は1902年の海軍予算で発注された。バロー・イン・ファーネスのヴィッカース社で1902年5月23日に起工。1903年8月25日進水。1905年7月就役。建造費145万3718ポンド。
第一次世界大戦勃発時には、「ドミニオン」はグランドフリートの第3戦艦戦隊に所属し、ロスサイスに配備されていた。第3戦艦戦隊は最初は哨戒任務に就く巡洋艦の支援に当てられた。1916年4月29日、第3戦艦戦隊はシアネスに移動しノア管区に指揮下に入った。「ドミニオン」は1915年5月にドイツ潜水艦の攻撃を受けたが、その攻撃は成功しなかった。1917年7月、ポーツマスで修理。1918年3月から5月はゼーブルッヘおよびオーステンデ攻撃の際の母船となった。
1918年5月2日に予備役となり、1921年にスクラップとして売却された。